# キナイ (アラスカ州)
キナイ（英語:Kenai、ロシア語:Кенай）は、アメリカ合衆国アラスカ州のキナイペニンシュラ郡にある都市。人口は7,424人（2020年）。
本来の英語の発音は「キナイ」より「キーナイ」に近く、本都市をキーナイと表記する文献・ホームページもあるが、ここではアラスカ州政府日本支局の表記である「キナイ」に従う。

## 地理
キナイ市はアラスカ州南部のキナイ半島西側にある。キナイ川の河口近くにあり、クック湾に面している。近くにキナイ・フィヨルド国立公園がある。アンカレッジからは陸路で約255キロメートル。
アメリカ合衆国国勢調査局によるとキナイの総面積は92 km²で、そのうち77.4 km²が陸地、14.6 km²が水域となっている。

## 住民
2000年国勢調査によると、キナイには6,942人、2,622世帯、1,788家族の人々が暮らしている。人口密度は1 km²あたり89.6人で、 住宅密度は1 km²あたり38.8軒となっている。人種構成は、総人口6,942人のうち白人が82.76%、黒人またはアフリカ系が0.49%、ネイティブ・アメリカンが8.74%、アジア系が1.66%、太平洋系が0.23%、その他が1.12%となっている。また、5.00%が混血で、3.82%がヒスパニックまたはラティーノである。 
全世帯2,622世帯のうち40.7%に18歳以下の子供がおり、50.5%で結婚した男女がともに暮らしており、12.2%が女性が世帯主になっている世帯である。また、26.3%の世帯が一人暮らしをしており、6.1%は一人で暮らす65歳以上の老人である。一世帯あたりの平均構成人数は2.64人、一家族あたりの平均構成人数は3.20人である。
18歳以下の子供が32.8%、18歳から24歳までが7.7%、25歳から44歳までが31.3%、45歳から64歳までが21.8%、65歳以上の老人が6.4%となっており、年齢の正中値は32歳である。女性100人に対する男性の人数は97.7人で、18歳以上の女性100人に対する男性の人数は96.6人である。
一世帯あたりの平均年収は45,962ドルで、一家族あたりの平均年収は56,856ドルである。男性の平均年収48,371ドルに対して女性の平均年収は27,112ドルと、約20,000ドルの差がある。1人あたりの所得は20,789ドル。人口の9.8%が貧困線を下回る生活をしており、このうち12.5%が18歳以下の子供、4.2%が65歳以上の老人である。
| 調査年 | 人口  |
| ------ | ----- |
| 1940   | 300   |
| 1960   | 900   |
| 1970   | 3,500 |
| 1980   | 4,300 |
| 1990   | 6,300 |
| 2000   | 6,942 |
| 2010   | 7,100 |
| 2020   | 7,424 |

## 歴史

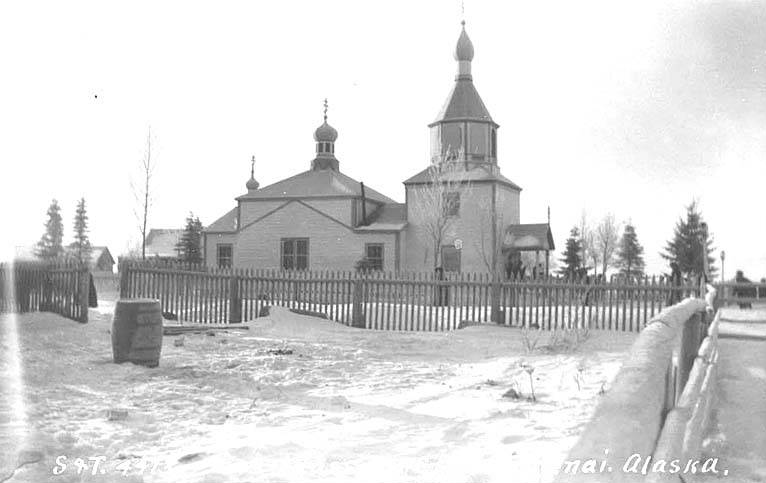
ロシア正教の教会（1912年）

キナイという名前の由来は、ロシア語でキナイ半島地域を指していた不毛で平らな土地を表す「Kenayskaya」とも、イヌイットの言葉でアメリカグマを表す「kenai」ともいわれる。考古学的には、カチェマック人が紀元前1000年ごろからデナイナ・アサバスカン・インディアン（デナイナ人）に追い出される西暦1000年ごろまで居住していたことが確認されている。
ロシア人が到達する以前はデナイナ人の集落が形成されており、「すべり降りるところ」という意味のShk'ituk'tと呼ばれていた。1741年にロシア人が交易のために到達したころには人口は1,000人あまりで、ロシアの交易商はこの集落の人々を「Kenaitze」または「Kenai people」と呼んでいた。1971年には集落の中心部に毛皮と魚を取り扱うロシアのセントニコラス交易所が建てられ、アラスカでコディアックに続く2番目のロシア人居住地となった。しかし、その後になって先住民であるデナイナ人とロシア人との間で対立が深まり、1797年にはデナイナ人がセントニコラス交易所を襲撃し、100名以上の死者を出すキナイの戦いが発生した。また、1838年には天然痘が流行しデナイナ人の半数が死亡した。
1869年にアメリカ合衆国がアラスカを購入したことにより、キナイにはキナイ（Kenay）要塞が建設されたが、すぐに放棄された。また、1888年にはアレキサンダー・キングによって金が発見されたが、これは後にフェアバンクスやノーム、コディアックなどで発見された金と比べると少量であった。
1894年に主の昇天聖堂（正教会）が村に建設され、現在でもキナイ市内に残存している。
1900年代初頭に海運会社が設立されたことでキナイは港町として発展しはじめ、さらに缶詰会社ができたことでキナイでは商業漁業の波が押し寄せ、村内の重要な産業となった。1937年からはキナイ空港の建設がはじまった。1940年にはアンカレッジとの間に道路が開通したが、舗装された道の開通までには1956年のKenai Spur highwayを待つことになる。
1953年にはワイルドウッド基地（後のワイルドウッド空軍基地）が通信所として建設されたが、現在はアラスカ州に買収されて刑務施設となっている。
1957年にキナイの北西32kmのスワンソン川で石油が発見されて、主要なものとしてはアラスカ初となり、1965年にはクック湾沖合でも石油が発見されてキナイは石油産業都市として急成長を遂げた。